# Кремолино
Кремолино (итал. Cremolino) је насеље у Италији у округу Алесандрија, региону Пијемонт.
Према процени из 2011. у насељу је живело 202 становника. Насеље се налази на надморској висини од 414 м.

## Становништво
| 1936. | 1951. | 1961. | 1971. | 1981. | 1991. | 2001. | 2011. |
| ----- | ----- | ----- | ----- | ----- | ----- | ----- | ----- |
| 1.623 | 1.354 | 1.071 | 896   | 765   | 828   | 959   | 1.062 |